# Département du travail du Front uni
Le Département du travail du Front uni (DTFU) est un département du Comité central du Parti communiste chinois chargé du « travail du front uni ». Il recueille des renseignements sur les individus et organisations appartenant à l'élite, gère leurs relations et tente d'exercer une influence sur eux, en Chine continentale et à l'étranger, notamment à Hong Kong, à Taïwan et dans d'autres pays.
Le DTFU concentre son action sur les personnes ou entités extérieures au PCC, en particulier au sein de la diaspora chinoise d'outre-mer, qui exercent une influence politique, commerciale, religieuse ou universitaire, ou qui représentent des groupes d'intérêt. Par ses efforts, le DTFU veille à ce que ces individus et groupes soutiennent ou servent les intérêts du PCC et à ce que les critiques potentielles restent divisées.

## Histoire
Le Département du travail du Front uni a été créé pendant la guerre civile chinoise et rétabli en 1979 sous la direction du dirigeant suprême Deng Xiaoping. Depuis 2012, le rôle et le champ d'action du Département du travail du Front uni se sont élargis et intensifiés sous la direction du secrétaire général du PCC, Xi Jinping,,,.

### Naissance durant la guerre civile
La politique de front uni a été principalement utilisée au cours de deux périodes précédant la Révolution communiste chinoise, à savoir de 1924 à 1927 et de 1936 à 1945, lorsque le PCC a coopéré avec le Kuomintang pour vaincre les seigneurs de la guerre et les Japonais. La formulation la plus simple du front uni à cette époque consistait à « rallier le plus grand nombre d'alliés possible afin de... vaincre un ennemi commun ». Selon Mareike Ohlberg, son objectif déclaré était de « construire la coalition la plus large possible avec toutes les forces sociales concernées ». Au cours des premières années, le PCC a également eu recours à des politiques de front uni pour coopérer avec « les seigneurs de guerre mécontents, les croyants, les minorités ethniques, les Chinois d'outre-mer et les partis et groupes minoritaires », afin de se donner une image démocratique et de persuader les principaux groupes que les nationalistes étaient « illégitimes et répressifs », tandis que le PCC incarnait le progrès, l'unité et la démocratie.
Après sa prise du pouvoir, le PCC a continué à déployer des stratégies de front uni pour former des intellectuels et, « par une réforme de la pensée fondée sur la critique, a entamé la transformation des intellectuels de la vieille société ». Cela impliquait l'élimination violente de ce que l'on appelait les « croyances politiques bourgeoises et idéalistes », afin d'inculquer la foi dans « la lutte des classes et le changement révolutionnaire ».

### Réformes et ouverture
Pendant la Révolution culturelle, l'UFWD a été accusé d'être « capitulationniste » et contraint de fermer.
À la fin des années 1970, cette politique a été utilisée pour la cause commune de la réforme économique. Par la suite, le PCC a élargi son champ d'action à l'international pendant la période de réforme, puis à nouveau après les manifestations et le massacre de la place Tian'anmen en 1989. Le département comprend un bureau chargé de gérer Hong Kong, Macao, Taïwan et les affaires étrangères, et souligne l'importance de mobiliser les populations chinoises d'outre-mer pour promouvoir l'unification. En 1980, le Comité central du PCC a approuvé une demande du DTFU visant à créer une conférence nationale des groupes religieux.  Les groupes religieux participants étaient l'Association patriotique catholique, l'Association islamique de Chine, l'Association taoïste chinoise, le Mouvement patriotique des Trois-Autonomies et l'Association bouddhiste de Chine.
Il a joué un rôle important dans le renforcement du soutien au principe « Un pays, deux systèmes » à Hong Kong dans les années 1980 et 1990, sous le nom de « Département de coordination ». Le DTFU a été critiqué pour avoir coopté des dirigeants communautaires non communistes hors de Chine et les avoir « utilisés pour neutraliser les critiques du Parti », parfois par la force.
John P. Burns, spécialiste de l'histoire politique chinoise, présente dans son ouvrage « Le système de nomenklatura du Parti communiste chinois » des extraits de documents internes du parti démontrant le rôle du DTFU. Ce dernier a pour mission de « mieux mettre en œuvre la politique du front uni du Parti et d'évaluer et de comprendre les personnalités patriotiques dans différents domaines… afin de leur trouver les postes adéquats, de les mobiliser pleinement et de mettre à profit leur rôle positif dans les Quatre Modernisations, et d'accomplir le retour de Taïwan à la mère patrie, de réaliser l'œuvre d'unification du pays tout entier et de faire progresser et consolider le front uni révolutionnaire et patriotique ».
Le DTFU a été utilisé dans les premières années du régime de la RPC pour « garantir la surveillance du PCC » sur les groupes qui n'étaient pas directement associés au Parti et au gouvernement. Ces groupes, y compris les ONG, furent placés sous l'autorité du Département du Front uni, dont la mission était de « continuer à jouer son rôle dans la mobilisation et le ralliement de tout le peuple dans une lutte commune » après la Libération en 1949. Lorsque le PCC « se détourna de la “ligne de masse” pour se concentrer sur la “lutte des classes”, le véritable front uni disparut. Si le Département du Front uni subsistait, sa mission d'union avec toutes les forces pour la “lutte commune” se transforma principalement en service de la direction du Parti et en “consolidation de la dictature du prolétariat”, selon Zhang Ye, chercheur invité à la Brookings Institution. ». Selon Roger Faligot, les conséquences des manifestations et du massacre de la place Tiananmen de 1989 ont conduit à « l'utilisation croissante d'organisations du parti, telles que le Département du travail du Front uni et les associations d'amitié, comme façades pour les opérations de renseignement ».  D'après leurs actions à Taiwan et ailleurs, le Département du travail du Front uni semble être utilisé comme couverture pour mener des opérations de renseignement contre des cibles d'intérêt pour le PCC.

### L'ère Xi Jinping
En 2018, le Département du travail du Front uni a subi une réorganisation dans le cadre de l'approfondissement de la réforme des institutions du Parti et de l'État dans laquelle il a absorbé l'Administration d'État pour les affaires religieuses (SEAR) et le Bureau des affaires des Chinois d'outre-mer (BACOM) pour devenir deux bureaux internes,. Dans le cadre du système « une institution avec deux noms », le DTFU conserve le BACOM et le SEAR (également appelé Administration nationale des affaires religieuses) comme plaques signalétiques externes. Le DTFU a également assumé le contrôle direct de la Commission nationale des affaires ethniques. Avec la réorganisation, le DTFU est effectivement devenu la principale agence de Chine supervisant et gérant les affaires ethniques, religieuses et des Chinois d'outre-mer. La Commission d'État des affaires religieuses et le Bureau des Chinois d'outre-mer du Conseil d'État ont également été fusionnés au sein du Département du travail du Front uni.

## Structure
Le DTFU compterait plus de 40 000 employés et ne divulguerait pas son budget,. Cependant, son budget était estimé à au moins 2,6 milliards de dollars américains en 2019. Il supervise et dirige huit partis mineurs et subordonnés et la Fédération nationale de l'industrie et du commerce de Chine. L'université Huaqiao et l'université Jinan sont directement gérées par le DTFU.

### Organisation
- Bureau général (办公厅) : Supervise le fonctionnement du département, notamment ses finances, sa sécurité, ses actifs et sa collaboration avec les autres organismes gouvernementaux et du Parti.
- Bureau de recherche politique et théorique (政策理论研究室) : Gère les recherches idéologiques et politiques, la propagande interne et la rédaction de documents importants. Collabore avec d’autres agences gouvernementales pour développer les efforts de propagande à l’étranger.
- Premier Bureau – Bureau du travail du Parti (一局，党派工作局) : Gère les affaires liées aux huit petits partis politiques légalement autorisés à opérer en Chine.
- Deuxième Bureau – Bureau du travail sur les minorités et les religions (二局，民族工作局) : Étudie et recommande des politiques concernant les minorités dans le pays, et assure la liaison avec les autres agences gouvernementales dans leurs activités connexes. Supervise également les activités religieuses.
- Troisième bureau—Bureau de travail du Front uni de Hong Kong, Macao et Taiwan (三局，港澳台统战工作局) : coordonne et communique avec des personnalités amies à Hong Kong, Macao et Taiwan.
- Quatrième Bureau—Bureau de travail économique non public (四局，非公有制经济工作局) : se coordonne avec les chiffres du secteur privé.
- Cinquième Bureau—Bureau de travail des intellectuels indépendants et externes du parti (五局，无党派、党外知识分子工作局) : assure la liaison avec les intellectuels externes au parti.
- Sixième Bureau — Bureau des représentants des nouvelles classes sociales (六局, 新的社会阶层人士工作局) : Se concentre sur la « nouvelle classe sociale », c'est-à-dire la classe moyenne chinoise montante.
- Septième Bureau (七局) : Responsable des minorités ethniques et des activités religieuses, notamment en ce qui concerne le Tibet.
- Huitième Bureau (八局) : Responsable des minorités ethniques et des activités religieuses, notamment en ce qui concerne le Xinjiang.
- Neuvième Bureau — Bureau général des affaires chinoises d'outre-mer (九局, 侨务综合局) : Coordonne et communique avec les personnalités amies des affaires chinoises d'outre-mer. Le Neuvième Bureau du Département des affaires chinoises d'outre-mer gère l'Association d'amitié sino-américaine (AASA).La COFA et l'Association chinoise des échanges internationaux (ACEI) ont fusionné en 2019[29].
- Dixième Bureau — Bureau des affaires des Chinois d'outre-mer (十局，侨务事务局) : Coordonne et communique avec les personnalités amies des affaires chinoises à l'étranger.
- Onzième Bureau — Bureau général du travail religieux (十一局，宗教综合局) : Étudie et recommande des politiques en matière de religion dans le pays, et assure la liaison avec d'autres agences gouvernementales dans le cadre de leurs activités.
- Douzième Bureau — Bureau du travail religieux (十二局，宗教业务局) : Étudie et recommande des politiques en matière de religion dans le pays, et assure la liaison avec d'autres agences gouvernementales dans le cadre de leurs activités. Comité départemental du Parti (机关党委)
- Bureau des cadres retraités (离退休干部办公室) : responsable du bien-être des employés retraités du département.

### Organes affiliés
Le Département du Front uni de Chine gère les institutions directement affiliées suivantes :
- Centre de services administratifs (Bureau de services administratifs)
- Salle de Taïwan à Pékin
- Centre de conseil économique de Huaxing
- Centre de formation des cadres

- China United Front Magazine
- China Tibet Magazine

- Centre d'orientation professionnelle de Guangcai
- Centre d'information
- Centre d'échanges universitaires pour étudiants de Taïwan
- Conseil chinois pour la promotion de la réunification nationale pacifique
- École supérieure de bouddhisme tibétain de Chine
- Académie bouddhiste pali de Chine
- Centre d'information du Tibet de Chine
- Musée d'art He Xiangning
- China News Service
- École de langue et de culture chinoises de Pékin
- Centre de recherche religieuse du Département du travail du Front uni central
- Magazine religieux de Chine
- Huasheng Newspaper
- Université de Jinan
- Université Huaqiao
- Centre de coopération internationale[31]

## Fonctions

### Objectifs
Le DTFU est chargé d'étendre et d'exercer l'influence du PCC sur les groupes et les personnalités qui n'ont aucune affiliation directe avec le parti. Il est présent auprès d'un large éventail de groupes sociaux, notamment les huit petits partis politiques légalement autorisés à exercer leurs activités, les minorités ethniques, les groupes religieux, les Chinois d'outre-mer, les entrepreneurs privés, les professionnels des secteurs émergents tels que les influenceurs sur les réseaux sociaux, et les résidents de Hong Kong, de Macao et de Taïwan. Il s'efforce de maintenir le contact et de fournir des conseils à ces groupes, et récompense souvent les individus au sein de ces groupes qui sont favorables au PCC. Grâce à ces méthodes, le DTFU garantit leur alignement sur le PCC et recueille également des recommandations politiques et des renseignements politiques.
Selon Neil Thomas, de l'Asia Society, le travail du DTFU est principalement national, le qualifiant d'« appareil national dont les tentacules s'étendent au-delà des frontières chinoises ». Alex Joske a noté qu'il n'existe pas de distinction claire entre les activités du DTFU en Chine et à l'étranger, et qu'il existe souvent des chevauchements entre les deux. Le chercheur Martin Thorley a décrit le Front uni comme étant capable de s'appuyer sur un « réseau latent » de groupes civiques, éducatifs et non gouvernementaux, ainsi que sur des individus affiliés, tant à l'intérieur qu'à l'extérieur du pays, pour ses objectifs politiques, notamment en temps de crise. Par exemple, le Front uni utilise des membres de la Conférence consultative politique du peuple chinois et d'autres organisations pour mener des activités d'influence, souvent clandestinement. Des chercheurs de l'Observatoire Internet de l'Université de Stanford et de la Hoover Institution décrivent le Front uni comme « cultivant des perspectives pro-Pékin dans la diaspora chinoise et dans le monde en récompensant ceux qu'il juge amicaux par des distinctions et des opportunités lucratives, tout en orchestrant une pression sociale et économique contre les critiques. Cette pression est souvent intense mais indirecte, et une attribution claire est donc difficile.»

### Opérations
Le DFTU recueille des renseignements, gère ses relations et tente d'influencer les élites, tant en Chine continentale qu'à l'étranger, notamment à Hong Kong, à Taïwan et dans d'autres pays. Il utilise plusieurs méthodes pour atteindre ses objectifs et attirer ses cibles. Sa principale méthode consiste à mener des actions de sensibilisation, notamment en organisant des événements, des formations, des tournées médiatiques et d'autres activités similaires. Il s'agit par exemple d'inviter des membres de la « nouvelle classe sociale » à assister à la « grande célébration du 40e anniversaire de la Zone économique spéciale de Shenzhen » ou d'inviter des membres du secteur privé à suivre une formation de plusieurs semaines. Il utilise également la fourniture de biens et de services, notamment en lançant des appels d'offres pour des projets d'infrastructures et de développement, allant de l'amélioration des routes à l'amélioration de l'accès à l'eau potable.
Le DFTU joue également un rôle actif dans la sinisation des minorités ethniques et religieuses non han, notamment au Tibet, en Mongolie intérieure et des Ouïghours par l'intermédiaire des camps d'internement du Xinjiang. En 2020, peu après le début des manifestations en Mongolie-Intérieure, le DFTU a publié un communiqué soulignant la nécessité pour toutes les minorités ethniques de Chine d'utiliser le chinois standard. Le DFTU a également joué un rôle de premier plan dans les campagnes antireligieuses sous le prétexte officiel de « siniser les religions ». Des bureaux de la SARA, intégrés au DFTU en 2018, ont apporté des drapeaux et des mâts de la RPC dans certaines régions du Gansu, du Qinghai et du Sichuan pour les installer dans des mosquées ou des temples.
Le DFTU et ses organisations affiliées ont également servi de couverture aux agents de renseignement du ministère de la Sécurité d'État. Plusieurs agences de renseignement nationales ont exprimé leur inquiétude quant au fait que le mandat et les opérations du DFTU puissent constituer une ingérence indue dans les affaires intérieures d'autres nations. Dans leur ouvrage « Nid d'espions », de Pierrebourg et Juneau-Katsuya affirment que le Département du travail du Front uni « gère d'importants dossiers concernant l'étranger. Parmi ceux-ci figurent la propagande, le contrôle des étudiants chinois à l'étranger, le recrutement d'agents au sein de la diaspora chinoise (et parmi les étrangers sympathisants) et des opérations clandestines de longue durée. »
L'Association du peuple chinois pour l'amitié avec l'étranger a été décrite comme le « visage public » du DTFU. L'universitaire Jichang Lulu a noté que le DTFU et ses organisations mandataires « reconvertissent les structures de gouvernance démocratique pour en faire des outils d'influence extraterritoriale ». Un auteur de l'Atlantic a déclaré que la Chine gère des milliers de groupes pro-gouvernementaux liés et subventionnés à travers l'Europe, afin de « s'assurer de la loyauté de ses citoyens d'outre-mer et des autres personnes d'origine chinoise », d'« orienter le débat sur la Chine en Europe » et de « réintroduire technologie et expertise », et que le DTFU joue un rôle « crucial » dans ce projet. L'universitaire Jeffrey Stoff a soutenu que « l'appareil d'influence du Front uni du PCC croise ou soutient directement son appareil mondial de transfert de technologie ».
En mars 2018, il a été annoncé que le Bureau des affaires chinoises d'outre-mer serait absorbé par le Département du travail du Front uni. Avec l'absorption du Bureau des affaires chinoises d'outre-mer, le DTFU a pris le contrôle total du deuxième plus grand appareil médiatique d'État du pays, le China News Service. En 2019, le DTFU s'est associé à l'Administration du cyberespace de Chine pour promouvoir le travail du front uni avec les influenceurs des médias sociaux.
En janvier 2020, des organisations liées au Front uni au Canada et dans d'autres pays ont été mobilisées pour acheter, stocker et exporter des équipements de protection individuelle en réponse à la pandémie de COVID-19 en Chine continentale. Des groupes affiliés au Front uni ont également été liés au crime organisé dans plusieurs pays.
En octobre 2024, des journalistes suédois travaillant au sein d'un consortium international de journalistes ont identifié 233 individus en Europe liés au système du Front uni. Selon la Fondation Jamestown, un groupe de réflexion basé à Washington, ses recherches ont permis de découvrir 103 groupes liés au Front uni en Suède, couvrant tous les secteurs de la société, notamment la culture, les affaires, la politique et les médias.

### Influence au Canada
Le DFTU aurait également interféré dans des élections étrangères, y compris les élections fédérales canadiennes de 2019. Suite au complot d'infiltration du Parlement canadien de 2019, le Bureau du Conseil privé a averti que l'ingérence électorale de la Chine était « susceptible d'être plus persistante et généralisée lors des prochaines élections » et que « le vaste réseau de groupes communautaires et d'intérêts quasi-officiels et locaux de le DFTU lui permet d'obscurcir la communication et le flux de fonds entre les cibles canadiennes et les responsables chinois. »

## Réactions
Un rapport de 2018 de la Commission d'examen de l'économie et de la sécurité États-Unis-Chine a souligné que les tentatives régulières du Front uni du PCC pour réprimer les manifestations et les actes d'expression critiques à l'étranger constituaient une conspiration contre les droits. En mai 2020, la Maison-Blanche a publié un rapport intitulé « Approche stratégique des États-Unis à l'égard de la République populaire de Chine ». Ce rapport indiquait que « les organisations et agents du Front uni du PCC ciblent les entreprises, les universités, les groupes de réflexion, les universitaires, les journalistes et les responsables locaux, étatiques et fédéraux aux États-Unis et dans le monde entier, tentant d'influencer le discours et de restreindre l'influence extérieure en RPC. ». En juin 2020, l'Institut australien de politique stratégique a publié un rapport préconisant une réponse multidimensionnelle impliquant les forces de l'ordre ainsi qu'une réforme législative pour une plus grande transparence des opérations d'influence étrangère. Le même mois, le Comité d'étude républicain aux États-Unis a appelé à des sanctions contre le Front uni du PCC et ses hauts dirigeants.
En janvier 2022, le MI5 a émis une « alerte d'interférence » contre une avocate au Royaume-Uni nommée Christine Lee, soupçonnée d'ingérence politique au nom du DFTU. Dans une décision de février 2022, un tribunal canadien a déclaré que le Bureau des affaires chinoises d'outre-mer du DFTU « se livre à une collecte de renseignements secrète et subreptice ». En juillet 2023, un groupe de sénateurs américains a demandé au ministère de la Justice des États-Unis d'enquêter sur les « centres de services chinois d'outre-mer » ayant des liens présumés avec le DFTU et qui opèrent dans sept villes américaines.

### Sanctions
En décembre 2020, le Département d'État américain a imposé des restrictions de visa aux « individus actifs dans les activités du Département du travail du Front uni, qui se sont livrés à l'usage ou à la menace de violence physique, au vol et à la divulgation d'informations privées, à l'espionnage, au sabotage ou à l'ingérence malveillante dans les affaires politiques intérieures, la liberté académique, la vie privée ou les activités commerciales ». En janvier 2021, le chef du Département du travail du Front uni, You Quan, a été sanctionné en vertu du décret 13936 en tant que ressortissant spécialement désigné par le Bureau du contrôle des avoirs étrangers du Département du Trésor américain.
En mai 2023, un Américain, Liang Litang, a été inculpé pour avoir agi en tant qu'agent illégal du gouvernement chinois et pour avoir surveillé et harcelé des dissidents chinois. Liang aurait transmis des informations à des responsables du Département du travail du Front uni et du ministère de la Sécurité publique,.